# Teoria crip
Na interseção de deficiência, gênero e sexualidade, encontra-se a teoria crip. A teoria crip existe como uma abordagem interdisciplinar para a teoria crítica da deficiência. A expressão "teoria crip" se origina no artigo de Carrie Sandahl "Queering the Crip or Cripping the Queer?: Intersections of Queer and Crip Identities in Solo Autobiographical Performance". Foi publicado em 2003 como parte de uma edição de jornal intitulada "Desiring Disability: Queer Theory Meets Disability Studies". Blackness and Disability, de Christopher Bell, e o trabalho de Robert McRuer exploram o queer e a deficiência.
Desde então, muitos livros e artigos foram escritos sobre o tema. Cada subsequente publicação dedicada à teoria crip como um tópico expande como a teoria crip é entendida.
- (2006) Crip Theory: Cultural Signs of Queerness and Disability de Robert McRuer[5]
- (2011) Feminist Disability Studies de Kim Q. Hall[6]
- (2012) Sex and Disability de Robert McRuer, Anna Mollow[7]
- (2013) Feminist, Queer, Crip de Alison Kafer[8]
- (2018) Crip Times: Disability, Globalization, and Resistance de Robert McRuer[9]
- (2018) Disability Studies and the Environmental Humanities: Toward an Eco-Crip Theory de Sarah Jaquette Ray, Jay Sibara, Stacy Alaimo[10]
- (2019) The Matter of Disability: Materiality, Biopolitics, Crip Affect de David T. Mitchell, Susan Antebi, et al.[11]

A maior parte da literatura acima é escrita por autores nos Estados Unidos, mas não há nada de outros países que retrate a deficiência e a sexualidade no mesmo contexto. Myren-Svelstad, um estudioso norueguês compara dois romances desviantes na sociedade da Noruega, Enken de Nini Roll Anker escrito em 1932 e Allis sønn de Magnhild Haalke escrito em 1935. Ambos retratam um homem queer que também é deficiente. A deficiência sendo retratada como alguém cuja capacidade mental é significativamente diferente da visão heteronormativa da sociedade.
Essas comunidades por si só são temas de numerosas deliberações; no entanto, elas também costumam se vincular em significado de várias maneiras. A importância dos movimentos começou a ganhar força e mais reconhecimento legal na década de 1980. Foi somente em 1973 que a Associação Americana de Psiquiatria removeu a homossexualidade de sua lista de transtornos mentais. Além disso, foi cerca de quarenta anos depois, em 2013, que o Manual Diagnóstico e Estatístico de Transtornos Mentais, Quinta Edição (DSM-5) mudou a listagem de transgênero para "disforia de gênero".
Um estudo de 2012 mostrou que a deficiência era mais comum em indivíduos LGBTQ quando comparados a heterossexuais. Também foi demonstrado que o grupo LGBTQ com deficiência era visivelmente mais jovem do que o grupo heterossexual. Em um estudo de identidades cruzadas de 2014 descobriu que "mulheres com deficiência, sejam gays, heterossexuais, bissexuais ou de outra forma, têm mais dificuldade em encontrar relacionamentos românticos devido ao seu status socioeconômico e capacidade. Drummond e Brotman introduzem a ideia de que a comunidade lésbica com deficiência enfrenta muitas barreiras por causa da discriminação na forma de capacitismo, homofobia, racismo e mais devido a identidades e interesses que se cruzam.
Eli Clare escreve sobre a interseção dos estudos sobre deficiência e transgênero, especificamente sobre como essas disciplinas podem aprender umas com as outras. Da mesma forma que há uma saída do armário para pessoas transgênero e pessoas com deficiência, há uma falta de privacidade corporal que ambos os grupos enfrentam, principalmente devido a uma supermedicalização do corpo. Clare também trabalha para fazer a distinção entre verdades corporais e médicas, onde o diagnóstico e o tratamento médico de uma pessoa como transgênero ou deficiente não ditam sua personificação e como eles navegam no mundo. Eventualmente, Clare chega à ideia de uma política de deficiência da transgeneridade, que "mergulha nas experiências vividas de nossos corpos, que questiona a ideia de normal e a noção de cura, que valoriza a autodeterminação, que resiste à vergonha e à medicalização da identidade ".

## Terminologia
Embora muitos ativistas com deficiência encontrem empoderamento ao se apropriar do termo crip (uma ofensa capacitista, em inglês), nem todas as pessoas com deficiência se sentem confortáveis usando essa identidade. Existem muitos termos diferentes usados como alternativa à deficiência, por exemplo, Melwood, uma organização sem fins lucrativos que usa o termo "habilidades diferentes", descreve o rótulo deficiência como "uma limitação na capacidade de exercer uma ocupação devido a um impedimento físico ou mental; uma desqualificação, restrição ou desvantagem e falta de qualificação legal para fazer algo, era um 'rótulo' inadequado ou limitador para um corte transversal de pessoas”. Como o termo deficiência tem um histórico de inferioridade, muitos acreditam que a substituição do termo ajudará a eliminar a capacidade que está embutida nele. Susan Wendell descreve o capacitismo na sociedade "como uma estrutura para pessoas que não têm fraquezas". Isso também se aplica a qualquer pessoa que tenha alguma desvantagem interseccional. O feminismo identifica essas desvantagens e cria estratégias para desconstruir o sistema que apoia a marginalização de grupos específicos de pessoas.